# 第9回ロサンゼルス映画批評家協会賞
第9回ロサンゼルス映画批評家協会賞は、ロサンゼルス映画批評家協会によって1983年の映画に贈られた映画賞である。1983年12月17日に発表された。

## 受賞
- 主演男優賞:
  - ロバート・デュヴァル – 『テンダー・マーシー』

- 主演女優賞:
  - シャーリー・マクレーン – 『愛と追憶の日々』

- 撮影賞:
  - 『ファニーとアレクサンデル』 - スヴェン・ニクヴィスト

- 監督賞:
  - ジェームズ・L・ブルックス - 『愛と追憶の日々』

- 作品賞:
  - 『愛と追憶の日々』

- 外国映画賞:
  - 『ファニーとアレクサンデル』 ( スウェーデン フランス 西ドイツ)

- 音楽賞:
  - 『コヤニスカッツィ』 - フィリップ・グラス

- 脚本賞:
  - 『愛と追憶の日々』 - ジェームズ・L・ブルックス

- 助演男優賞:
  - ジャック・ニコルソン - 『愛と追憶の日々』

- 助演女優賞:
  - リンダ・ハント - 『危険な年』